# Vivento
Vivento ist ein Dienstleister der Deutschen Telekom AG, der Outsourcing und Projektmanagement anbietet sowie Fachpersonal zu Unternehmen und Behörden vermittelt.
Vivento ging im Oktober 2003 durch Umbenennung aus der Personal-Service-Agentur der Telekom hervor. Das Unternehmen mit Sitz in Bonn ist bundesweit präsent.
Der Unternehmensauftrag der Telekom an Vivento lautet, die Qualifizierung und Neubeschäftigung von Personal zu gewährleisten, das im Zuge von konzernweiten Rationalisierungsmaßnahmen abgebaut wurde. Da diese sogenannten „Clearings“ nicht mit Kündigungen verbunden sind, besteht die Notwendigkeit, die freigewordenen Mitarbeiter entweder an andere Arbeitgeber auf freiwilliger Basis zu vermitteln oder über eigene Geschäftsmodelle in eine neue Beschäftigung zu überführen.
Anlass für die Gründung von Vivento laut Aussage des Vorstandsvorsitzenden der Deutschen Telekom AG René Obermann am 19. April 2007 im ZDF: „Wir haben die Vivento vor Jahren gegründet, um den Menschen, die wirklich auf Dauer keine Beschäftigungsperspektive hatten, einen Übergang zu anderen Unternehmen oder als Dienstleister für andere Unternehmen tätig zu sein. Das hat im Wesentlichen erfolgreich geklappt, weil viele von denen Arbeit gefunden haben, woanders.“
Im April 2014 wurde die Vivento konzernintern in Telekom Placement Services umbenannt, seit Januar 2020 ist die DVZ M-V GmbH alleinige Besitzerin und Betreiberin der bis dahin von Vivento betriebenen Interamt (Stellenbörse für den öffentlichen Dienst).

## Beschäftigte bei Vivento
Zum Personal von Vivento gehören 6964 Beamte und Angestellte. Davon sind 3893 extern, z. B. bei der Bundesagentur für Arbeit, 2184 bei der Vivento Customer Services und 887 befristet innerhalb des Konzerns beschäftigt (Stand: 31. Dezember 2013).

## Selbstdarstellung
Auf ihrer Webseite beschreibt sich Vivento als zentraler Personal- und Servicedienstleister der Deutschen Telekom AG. Gegründet wurde Vivento im Oktober 2003 durch Umbenennung der Telekominternen Personal Service Agentur PSA. Der Sitz der Zentrale ist Bonn. Vivento gründete 3 Tochtergesellschaften: die Vivento Technical Services, die Vivento Customer Services und die Vivento Interim Services GmbH.

## Tochtergesellschaften

### Vivento Customer Services GmbH
Die Anteile der Vivento Customer Services GmbH werden zu 100 % von der Deutsche Telekom AG gehalten.
Gegenstand des Unternehmens sind laut Handelsregistereintrag Kommunikationsdienstleistungen, insbesondere Call-Center-Dienstleistungen für den Telekom-Konzern und den externen Markt.
Gestartet im Jahre 2004.
In die VCS wurden zuallererst sehr viele Mitarbeiter aus den Telekomeigenen Call-Centern überführt.
Danach folgten Mitarbeiter aus den sog. „Querschnittsbereichen“, wie z. B. Technische Zeichnerinnen und Mitarbeiter aus dem Rechnungswesen, sowie aus den Kundenbereichen PKV und GKV.
Zum Jahresende 2006 wurden schon 5 Standorte der VCS mit ca. 700 Mitarbeitern an das Unternehmen Walter TeleMedien-Gruppe verkauft.
Im Frühjahr 2007 wurden 7 weitere Standorte der VCS mit über 1.600 Mitarbeitern an die Unternehmen Walter Services ComCare und Bertelsmann/arvato verkauft.
Zum 1. März 2008 veräußerte die Deutsche Telekom nochmals 6 Standorte der VCS mit ca. 640 Mitarbeitern an Bertelsmann/arvato.
Zum Jahresende 2008 verkaufte die Telekom weitere 5 Standorte mit 550 Mitarbeitern an die D+S europe-Gruppe.
In der Annahme, dass die Deutsche Telekom auch für jeden verkauften Mitarbeiter der VCS die Summe von 500.000,- Euro auf den Tisch legte, kostete ihr dieser Deal nochmals 1.75 Milliarden Euro.

### Vivento Interim Services GmbH
Die Anteile der Vivento Interim Services GmbH werden zu 50,98 % von der Manpower GmbH & Co. KG und zu 49,02 % von der Deutsche Telekom AG gehalten.
Gegenstand des Unternehmens ist laut Handelsregistereintrag die Bereitstellung von Arbeitskräften gegen Entgelt an den DTAG-Konzern und Dritte, die Durchführung von Dienst- und Werkleistungen jeder Art, die private Vermittlung von Arbeitskräften, sowie branchenübliche Personaldienstleistungen jeder Art.
Auf ihrer Webseite beschreibt die Vivento Interim Services GmbH als ihre wesentliche Aufgabe die Vermittlung von Nachwuchskräften der Deutschen Telekom AG, die aus personalwirtschaftlichen Gründen nicht in ein festes Arbeitsverhältnis übernommen werden können.

### Vivento Technical Services GmbH
Vivento Technical Services (VTS) ist ein im Juli 2004 als GmbH & Co. KG gegründetes Tochterunternehmen der Deutschen Telekom Vivento. Es bietet Montage- und Serviceleistungen in den Bereichen Festnetz (Netzplanungen für digitale Systemtechnik) und Mobilfunk. Zeitgleich wurde mit der Gründung der VTS der Bereich Kommunikationsnetze der Network Projects & Services GmbH mit rund 350 Mitarbeitern inklusive deren gültigen Tarifverträgen (MTV und Entgeltrahmentarifvertrag) in die neu gegründete Gesellschaft überführt. Anschließend folgten weitere hunderte Mitarbeiter, vorwiegend aus den technischen Aufgabenbereichen, wie z. B. Netzplaner, Bauleiter, Kabelmonteure, Schaltwarte und Mitarbeiter aus dem Kundenservice, die zuvor in der Deutschen Telekom Vivento zwischengeparkt worden sind.
Die Mitarbeiter führten in der VTS alle wieder ihre gleichen Tätigkeiten aus, wie zuvor als Mitarbeiter bei der DTAG, erhielten allerdings hier 10 % weniger Gehalt.
Die Vivento Technical Services VTS wurde 2007 mit ca. 2.000 Mitarbeitern von der Deutschen Telekom an das Gemeinschaftsunternehmen und Joint Venture Nokia Siemens Networks NSN verkauft. Pro Mitarbeiter zahlte die Telekom 500.000,- Euro.
Zum 1. Januar 2008 wechselten ca. 1900 Mitarbeiter mittels Betriebsübergang in die neu gegründete Tochtergesellschaft Nokia Siemens Networks-Services NSN-S über. Zu der zugesicherten Auftragsgarantie seitens der Telekom über einen Zeitraum von 5 Jahren und einem Volumen von ca. 450 Millionen Euro, gab die Telekom nochmals ein Geschenk von weiteren 500 Millionen Euro dazu. Für ein Jahr nach dem Betriebsübergang gilt ein Kündigungsschutz; danach fallen Stellen weg.
Das Hauptgeschäft der NSN-S bestand durch die Übernahme der VTS in der Inspektion von oberirdischen Linien oi-L, welches die VTS von der Telekom bereits im Jahre 2007 erhalten hatte. Dieses Verlustgeschäft kostete der NSN-S ein paar Jahre später das Leben. Am 5. Dezember 2012 wurde von der Geschäftsleitung der NSN-S (Nokia Siemens Networks Services) mitgeteilt, dass sie die NSN-S zum 31. Dezember 2013 schließt. Dies wurde darin begründet, dass das Hauptgeschäft nicht mehr profitabel sei, verlustbringend ist und das Geschäftsfeld der NSN-S somit nicht mehr zum Kerngeschäft der Nokia-Siemens-Networks (Mutterkonzern) gehört. 1200 Mitarbeiter haben ihren Job verloren. Einige davon konnten zur Deutschen Telekom zurückkehren.
Auf Grund Verschmelzungsvertrages vom 27. August 2012 wurde die VTS mit der Deutschen Telekom verschmolzen.

## Beamtenrechtliche Befugnisse von Vivento
Mit § 1 der Anordnung über dienstrechtliche Befugnisse für den Bereich der Deutschen Telekom AG (DTAGBefugAnO) vom 11. Juni 2014 ordnet das Bundesministerium der Finanzen auf Vorschlag des Vorstands der Deutschen Telekom AG an, dass die Befugnisse einer Dienstbehörde unterhalb des Vorstands der Deutschen Telekom AG auf den Betrieb Telekom Placement Services übertragen werden können. Die Befugnisse eines Dienstvorgesetzten unterhalb des Vorstands der Deutschen Telekom AG können auf die Leitung des Betriebs Telekom Placement Services übertragen werden.
Mit § 5 der Anordnung zur Übertragung beamtenrechtlicher Befugnisse und Zuständigkeiten für den Bereich der Deutschen Telekom AG (DTAGÜbertrAnO) vom 21. August 2013  wurde dem Betrieb Vivento die Befugnis übertragen, Beamten, deren Arbeitsposten weggefallen sind oder künftig wegfallen werden, auf den Gebieten der Steuerung des Personaleinsatzes, der Personaleinsatzplanung, der Fortbildung und Qualifizierung einschließlich der Vorbereitung entsprechender Personalmaßnahmen dienstliche Weisungen zu erteilen.

## Beschwerden von Mitarbeitern
Betroffene haben vorgebracht, die Telekom würde ihre Beamten ohne Hinzuziehung des Betriebsrates „abschieben“ und nach Art von Leiharbeitern einsetzen oder bei fehlender Beschäftigungsmöglichkeit umschulen, so dass keine amtsangemessene Beschäftigung mehr vorläge.
Diese Durchführungspraxis der Telekom wurde vom Bundesverwaltungsgericht (BVerwG) mit Urteil vom 18. September 2008 verfassungswidrig erkannt. Das BVerwG hat mit Urteil vom 22. Juni 2006 entschieden, dass die Versetzung eines Beamten in die Vivento grundsätzlich rechtswidrig ist.